# Brastelburg
Brastelburg ist ein Teilort von Waldhausen, einem Stadtbezirk von Aalen.

## Lage und Verkehrsanbindung
Brastelburg liegt östlich des Stadtkerns von Aalen und westlich von Waldhausen. Mit der Landesstraße L 1080 ist der Ort an den Verkehr angebunden.
Das Dorf liegt auf einer Hochfläche der Schwäbischen Alb, dem Härtsfeld.

## Geschichte
Über den Ort ist sehr wenig bekannt. Im Laufe der Zeit gehörte Brastelburg dem Kloster Ellwangen und dem Deutschen Orden.